# Shanna (luchadora)
Alexandra Barrulas (nacida el 8 de junio de 1982) es una luchadora profesional portuguesa, más conocida bajo el nombre de Shanna. 
Es conocida por su trabajo en German Wrestling Federation, Women Superstars Uncensored, World Wonder Ring Stardom, All Elite Wrestling y en el circuito independiente británico que compite en promociones como Pro-Wrestling: EVE y Kamikaze Pro.

## Carrera

### Total Nonstop Action Wrestling (2014)
En febrero de 2014, Shanna fue contratada para aparecer en la gira de Maximum Impact de TNA por el Reino Unido. En el que luchó contra Alpha Female en su primera noche en un esfuerzo ganador, pero luego perdió ante Gail Kim en su segunda noche.

### World Wonder Ring Stardom (2016-2018)
En junio de 2016, Shanna viajó a Japón para una gira de dos meses con la empresa femenina World Wonder Ring Stardom. En su primera lucha de la gira, derrotó a Hiromi Mimura. En la segunda noche desafió sin éxito a Io Shirai por el Campeonato Mundial de SWA. En algún momento durante la gira, desafió sin éxito a Mayu Iwatani por el Campeonato de Alta Veloz. En su última noche de la gira, desafió sin éxito a Toni Storm por el Campeonato Mundial de SWA. El 16 de julio de 2017, Shanna derrotó a Kris Wolf para convertirse en la nueva Campeona de Alta Veloz. Ella perdió el título ante Mari Apache el 13 de agosto.

### All Elite Wrestling (2019-2021)
El 30 de octubre de 2019, Shanna hizo su aparición especial en la empresa All Elite Wrestling en el episodio de Dynamite, perdiendo ante Hikaru Shida. El 1 de noviembre de 2019, Shanna informó que había firmado un contrato con la dicha empresa. El 6 de noviembre, Shanna apareció en el episodio de Dynamite haciendo equipo con Riho cayendo derrotadas ante Emi Sakura y Jamie Hayter.  El 26 de noviembre, Shanna apareció en AEW Dark derrotando a Big Swole. El 27 de noviembre horas antes del inicio de Dynamite, Shanna fue atacada por Nyla Rose durante la firma de autógrafos, iniciando así su rivalidad. El 4 de diciembre, Shanna apareció en Dynamite atacado a Rose tras la lucha contra Leva Bates.
El 1 de diciembre de 2020 en el episodio de AEW Dark, Shanna regreso a AEW después de una ausencia de ocho meses causado por la pandemia de COVID-19, ganando a Tesha Price. El 1 de junio de 2021 se anunció que AEW no renovaría el contrato de Shanna.

## En lucha
- Movimientos finales
  - Perfection Injection (Tree of woe double foot stomp)[9]

- Perfect Press (Diving crossbody)

- Apodos
  - "Portugal's Perfect Athlete"

## Campeonatos y logros
- Association Biterroise de Catch
  - ABC Women's Championship (1 vez)[11]

- German Wrestling Federation
  - GSW Ladies Champion (1 vez)[12]

- Pro-Wrestling: EVE
  - Queen of the Ring (2013)[13]

- Swiss Championship Wrestling
  - SCW Ladies Championship (1 vez)[14]

- Women Superstars Uncensored
  - International J Cup Winner (2013)[15]

- World Wonder Ring Stardom
  - High Speed Championship (1 vez)

- World Wrestling Professionals
  - WWP World Ladies Championship (1 vez)[16]